# Nguyễn Sỹ Ngọc
Pour les articles homonymes, voir Nguyễn.
Nguyễn Sỹ Ngọc, né le 25 décembre 1919 et mort le 6 avril 1990 à Hanoï, est un peintre vietnamien connu pour ses positions politiques subversives,. Après 1944, il étudie à l'École des beaux-arts d'Indochine (renommée en université des Beaux-Arts du Viêt Nam en 1945). En raison de sa collaboration au journal Nhân Văn (en), il est interné en camp de rééducation de 1957 à 1959. Après sa libération, il est cadre du Comité des Arts jusqu'à sa retraite en 1983.

## Œuvres
- Cái bát (« Bol d'eau »)
- L'Amitié entre l'armée et le peuple, 1951[3]